# Allrussisches Forschungsinstitut für Schienenverkehr

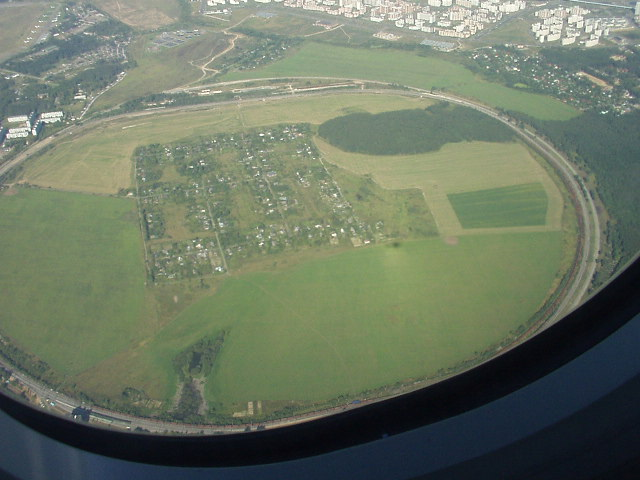
Versuchsring in Schtscherbinka

Das Allrussische Forschungsinstitut für Schienenverkehr (kurz VNIIZhT, russisch Всероссийский научно-исследовательский институт железнодорожного транспорта (ВНИИЖТ), Transkription Wserossijski nautschno-issledowatelski institut schelesnodoroschnowo transporta) ist ein Forschungsinstitut der Russischen Eisenbahn.
Das Institut befindet sich in Moskau. Es wurde 1918 gegründet und 2008 in eine Aktiengesellschaft umgewandelt. Es verfügt über Niederlassungen und Tochtergesellschaften in Moskau, Jekaterinburg, Nischni Nowgorod und Beloretschensk.

## Versuchsring Schtscherbinka

Unvollständiger Gleisplan der Teststrecke

Seit 1932 betreibt das Institut in Schtscherbinka, südlich von Moskau, eine ringförmige Teststrecke von sechs Kilometern Länge (Lage). Hier wurden zur Zeit der Sowjetunion alle neuen Lokomotivbaureihen und Güterwagen erprobt. Sie gilt als älteste derartige Versuchsanlage der Welt. Im Laufe der Zeit entstand zudem ein Prüfzentrum mit 15 Labors.
Die Teststrecke bestand zunächst aus einem kreisförmigen Gleis von 956 Meter Radius auf ebenem Gelände. 1960 wurde die Anlage ausgebaut. Heute umfasst der Versuchsring drei Gleise: Einen äußeren Ring von 6000 Meter Länge in ebener Lage. Er kann mit bis zu 140 km/h befahren werden. Zwei innere Gleise von 5700 Meter Länge weisen verschiedene Bögen zwischen 390 und 1250 Meter Radius und Neigungen von bis zu 12 Promille auf. Hier kann mit bis zu 90 km/h gefahren werden. Die Fahrleitungsspannung kann alternativ auf 3000 Volt Gleichstrom oder 25.000 Volt / 50 Hertz Wechselstrom geschaltet werden.